# Changuito
Changuito (født José Luis Quintana) (18 januar 1948 i Casablanca Cuba, død 6. juni 2025 i Havana, Cuba) var en cubansk percussionist. 
Changuito var en af skaberne omkring den cubanske stil Salsa. Han kom med i gruppen Los Van Van i 1970, hvor man grundlagde
fundamentet for det der i dag kaldes Cascara og Songo stil. 
Changuito hvis hovedinstrument var timbales, spillede også trommesæt, congas, bongos og diverse håndpercussion instrumenter.
Han indspillede for første gang i eget navn i 1992, og blev derefter en efterspurgt lærer i percussion på Cuba. Han har bl.a. undervist Giovanni Hidalgo.
Han indspillede for første gang i USA i 1996, med Carlos "Patato" Valdes og  Orestes Vilato, og blev nomineret til en Grammy ved den lejlighed.

## Diskografi
- Syncopation
- Telegrafias Sin Hilo

### Med Carlos Valdes & Orestes Vilato
- Ritmo Y Candela